# 점촌초등학교
점촌초등학교는 대한민국 경상북도 문경시에 있는 공립 초등학교이다.

## 학교 연혁
- 1949년 9월 2일 점촌초등학교로 개교
- 1950년 6월 1일 6학급 편성
- 1989년 3월 2일 52개 학급 편성
- 1989년 9월 18일 경북 학교간 체육경기 우승
- 1993년 9월 1일 병설유치원 2학급 개원
- 1994년 12월 31일 급식소 준공
- 1999년 10월 1일 도교육청지정 학교교육평가 연구학교보고회
- 2002년 10월 29일 도교육청지정 학교운영위원회 시범학교보고회
- 2003년 10월 1일 교육인적자원부지정 방과후 학교시설활용 연구학교지정
- 2005년 11월 16일 경상북도교육청 지정 교실수업개선 시범교육청 연구중심학교 보고회
- 2006년 3월 1일 경상북도교육청 지정 정보장제운영 시범학교 지정
- 2008년 3월 1일 교육과학기술부 지정 나이스 시범학교 지정
- 2010년 3월 1일 경상북도교육청지정 학력향상시범학교 지정
- 2012년 2월 17일 제60회(125명) 졸업식(졸업생총수 17,439명)
- 2012년 3월 1일 초등21학급(특수학급1), 유치원 2학급 편성
- 2012년 3월 1일 ~ 2013년 2월 28일 인성교육실천 우수학교 운영
- 2013년 9월 1일 26대 최경석 교장선생님 부임
- 2015년 2월 17일 제63회(103명) 졸업식(졸업생총수 17,763명)
- 2015년 3월 1일 초등18학급(특수학급1), 유치원 2학급 편성

## 참고 자료
- 점촌초등학교 - 한국교육학술정보원 학교알리미